# UFC Fight Night: Overeem vs. Oleinik
UFC Fight Night: Overeem vs. Oleinik (também conhecido como UFC Fight Night 149 ou UFC on ESPN+ 7) foi um evento de MMA produzido pelo Ultimate Fighting Championship no dia 20 de abril de 2019, no Palácio de Esportes Yubileyny, em São Petersburgo, Rússia.

## Background
O evento marcou a primeira visita a São Petersburgo e o segundo na Rússia, após o UFC Fight Night: Hunt vs. Oliynyk em setembro de 2018.
A luta dos pesos pesados entre o ex-campeão dos pesados do Bellator Alexander Volkov e o ex-campeão dos pesados do Strikeforce Alistair Overeem estava planejado para este evento. Porém, Volkov saiu do combate por problemas de saúde, para seu lugar foi chamado Aleksei Oleinik.
Emil Weber Meek era esperado para enfrentar Sultan Aliev em duelo de meio-médios. Entretanto, Meek saiu do combate por razões desconhecidas e foi substituído por Keita Nakamura.
O estreante Roman Dolidze era esperado para enfentar Gadzhimurad Antigulov no evento. Mas, Dolidze foi substituído faltando poucos dias para o evento por razões desconhecidas por Michał Oleksiejczuk.
O estrante Roman Kopylov era esperado para enfrentar Krzysztof Jotko no evento. Todavia, Kopylov saiu do combate no dia 22 de março devido a uma lesão e foi substituído pelo também estreante Alen Amedovski.
Muin Gaurov era esperado para enfrentar Movsar Evloev no evento. No entanto, no dia 24 de março, Gaurov permaneceu contratado pelo ONE Fighting Championship e seu contrato com o UFC foi anulado. Evloev enfrentou o estreante Seung Woo Choi.
Abdul-Kerim Edilov estava agendado para enfrentar Devin Clark no evento. Contudo, Edilov saiu do card por razões desconhecidas no dia 25 de março e foi substituído por Ivan Shtyrkov, mas o combate foi cancelado um dia antes do evento após Shtyrkov ter sido hospitalizado devido o corte de peso.
Teemu Packalén era esperado para enfrentar Alexander Yakovlev no evento. Entretanto, Packalén foi removido do card no início de abril por razões desconhecidas e foi substituído pelo estreante Alex da Silva Coelho.

## Card Oficial
Nota 1 Evloev foi punido com a perda de um ponto no round por causa de uma joelhada ilegal. 

## Bônus da Noite
Os lutadores receberam $50.000 de bônus:
- Luta da Noite:  Islam Makhachev vs.  Arman Tsarukyan
- Performance da Noite:  Sergei Pavlovich e  Magomed Mustafaev

## Ligações Externas
1. ↑  Nota 1